# Karl Elsener (futebolista)
Karl Elsener (Bülach, 13 de agosto de 1934 - 27 de julho de 2010) foi um futebolista suíço que atuava como goleiro.

## Carreira
Karl Elsener fez parte do elenco da Seleção Suíça de Futebol, na Copa do Mundo de 1962 e 1966.